# Guillaume Barreau-Decherf
Guillaume Barreau-Decherf, né le 8 mai 1972 à Bar-le-Duc et mort assassiné le 14 novembre 2015 à Paris 11e, est un journaliste musical français spécialisé dans le hard-rock. Fan du groupe Eagles of Death Metal, il meurt au Bataclan lors des attentats islamistes du 13 novembre 2015.

## Biographie
Guillaume Barreau-Decherf naît le 8 mai 1972 à Bar-le-Duc, il grandit dans l’Essonne entre Morsang-sur-Orge et Viry-Châtillon.
Il fréquente le lycée Saint-Louis Saint-Clément à Viry-Châtillon, puis est diplômé en littérature anglaise à l'Université de Paris Creteil.
Il passe deux ans à l'Université de Loughborough où il dirige une émission musicale à la station de radio de l'université. Une fois revenu en France, il étudie à l'école de journalisme de Lille,.
Guillaume Barreau-Decherf survit le 25 juillet 1995 à l'attentat du RER B.
Il commence sa carrière dans le journalisme à La Voix du Nord. Il écrit pour Libération, 20 minutes, Technikart, Metro, Rolling Stone. Il devient un des meilleurs spécialistes français du hard-rock. Il est co rédacteur en chef de Hard Rock/Hard Rock Mag en 2005 et 2006. À partir de 2008, il écrit pour le magazine Les Inrockuptibles. Il est un fan des Eagles of Death Metal. Dans le numéro des Inrocks daté du 28 octobre 2015, il écrit sur le dernier disque des Eagles of Death Metal, annonçant leur concert pour le 13 novembre au Bataclan. Se trouvant au concert, il est assassiné par un commando terroriste de l'État islamique, lors des attentats les plus meurtriers commis en France, tuant 130 personnes dont 89 au Bataclan.
Par arrêté du 3 mars 2016, la mention « Victime du terrorisme » est inscrite sur son acte de décès.

## Publication
- Indochine : pas de repos pour l'aventurier, Enghien-les-Bains, Editions Premium, 2010 (ISBN 9782356360915), biographie dédiée au chanteur Nicola Sirkis et la formation du groupe Indochine[12].

## Hommages
- En 2015, Riad Sattouf salue sa mémoire sur Twitter[13].
- En 2016, lors de la première édition parisienne du Download Festival, Bruce Dickinson, chanteur d'Iron Maiden, rend un hommage appuyé à Guillaume Barreau-Decherf, sans oublier les autres victimes mortes au Bataclan[14].